# Elastičnost (fizika)
Elastičnost (franc. élasticité: rastezljivost, gipkost < naučni lat. elasticitas, od grč. ἐλαύνεıν: gurati; vući) je svojstvo čvrstih tela (materijala) da pod uticajem spoljašnje sile menjaju svoj oblik ili zapreminu i da se, nakon prestanka njenog delovanja, vraćaju u prvotan oblik. Povezanost naprezanja i deformacije tela opisuje Hukov zakon.
Fizički razlozi za elastično ponašanje mogu da budu veoma različiti za različite materijale. Kod metala, atomske rešetke menjaju veličinu i oblik pri primeni sile (kad se dodaje energija u sistem). Kad prestane dejstvo sile, rešetka se vrača u svoje prvobitno niskoenergetsko stanje. Kod gume i drugih polimera, elastičnost je uzrokovana istezanjem polimernih lanaca primenjenom silom.
Perfektna elastičnost je aproksimacija stvarnog sveta. Najelastičnija tela u modernoj nauci su izrađena od kvarcnih vlakana i fosforne bronze, ali čak ni ona nisu perfektno elastična. Perfektno elastično telo je idealni koncept. Većina materijala koji poseduju elastična svojstva u praksi ostaju elastična samo do stupnja veoma malih deformacija. U inženjerstvu, količina elastičnosti materijala se određuje pomoću dva tipa parametara materijala. Prvi tip parametara se naziva modul, i njime se meri količina sile po jedinici površine neophodna da se ostvari data količina deformacije. SI jedinica modula je paskal (Pa). Veće vrednosti modula tipično daju indikaciju da se materijal teže može  deformisati. Drugi tip parametara meri elastični limit, maksimalni stres koji se može javiti u materijalu pre početka permanentne deformacije. Njegova SI jedinica je isto tako paskal (Pa).
Pri opisivanju relativne elastičnosti dva materijala, razmatraju se moduli i elastični limiti. Guma tipično ima nizak modul i teži da se puno rasteže (drugim rečima, gumeni predmeti imaju visok elastični limit) i stoga je guma elastičnija od metala (visoki moduli i niski elastični limiti).

## Pregled
Kad se elastični materijal deformiše usled dejstva spoljašnje sile, on doživljava unutrašnju otpornost na deformacije i vraća je u prvobitno stanje ako se spoljašnja sila više ne primjenjuje. Postoje razni moduli elastičnosti, kao što je Jangov modul, modul smicanja i modul stišljivosti, svi od kojih su mere svojstvenih elastičnih karakteristika materijala kao otpornosti na deformaciju pod primenjenim opterećenjem. Razni moduli se koriste za različite vrste deformacija. Na primer, Jangovi moduli se koriste za istezanje/kompresiju tela, dok se moduli smicanja primenjuju na smicanje materijala. Jangovi moduli i moduli smicanja se koriste samo za čvrste materijale, dok su moduli stišljivosti primenljivi za sva agregatna stanja.
Elastičnost materijala se opisuje pomoću dijagrama naprezanja, koji prikazuje relaciju između napona (prosečne restorativne unutrašnje sile po jedinici površine) i naprezanja (relativne deformacije). Kriva je generalno nelinearna, ali ona može da bude aproksimirana (pomoću Tejlorove serije) kao linearna za dovolno male deformacije (kod kojih su članovi višeg reda zanemarljivi). Ako je materijal izotropan, linearizovana relacija naprezanja se naziva Hukov zakon, za koji se obično podrazumeva da važi do elastičnog limita za većinu metala ili kristalnih materijala, dok je nelinearna elastičnost generalno neophodna za modelovanje velikih deformacija ili gumenih materijala čak i u elastičnom opsegu. Pri još većim naponima, materijali ispoljavaju plastično ponašanje, to jest, oni se nepovratno deformišu i ne vraćaju se u svoj prvobitni oblik nakon što se stres više ne primenjuje. Za gumaste materijale kao što su elastomeri, nagib dijagrama naprezanja se povećava sa naponom, tako da je gumu progresivno sve teže dalje istezati, dok se za većinu metala gradijent smanjuje pri veoma visokim naponima, tako da oni progresivno postaju sve rastegljiviji. Elastičnost ne manifestuju samo čvrsti materijali; nenjutnovski fluidi, kao što su viskoelastični fluidi, isto tako ispoljavaju elastičnost u pojedinim uslovima kvantifikovanim Deborovim brojem. U responsu na mala, brzo naneta i uklonjena naprezanja, te tečnosti mogu da budu deformisane i da se vrate u svoj prvobitni oblik. Pod većim naprezanjima, ili naprezanjima primenjenim tokom dužih vremenskih perioda, ovi fluidi mogu da počnu da teku kao viskozne tečnosti.

## Hukov zakon
Hukov zakon je zakonitost koja opisuje zavisnost promene oblika čvrstog tela u obliku štapa od delovanja spoljašnje sile, koju je definisao Robert Huk. Opterećenjem izazvano naprezanje σ srazmerno je deformaciji ε, odnosno:
{\displaystyle \sigma =E\cdot \varepsilon }
Faktor proporcionalnosti E je modul elastičnosti i karakterističan je za pojedini materijal. Do određene granice naprezanja Hukov zakon može se primeniti na većinu konstrukcijskih materijala. Za složenija opterećenja tela različitih oblika koristi se Hukov zakon u poopštenom obliku, koji se izražava s više skalarnih linearnih jednačina. 

## Dijagram naprezanja
Dijagram naprezanja prikazuje međusobnu zavisnost σ - zateznog naprezanja i ε - relativnog produženja ili linijske zatezne deformacije. U materijalu koji je opterećen nekom silom F nastaju naprezanja σ koja uzrokuju njegovo rastezanje. Naprezanje σ je odnos sile F i površine A preseka štapa ili šipke (normalnog na smer sile).
{\displaystyle \sigma ={\frac {F}{A}}}
Zbog delovanja sile F (a time nastalog naprezanja σ) štap ili šipka će se od početne dužine  rastegnuti na dužinu L. Tako je produženje štapa ili šipke:
{\displaystyle \varepsilon ={\frac {\Delta L}{L_{0}}}={\frac {L-L_{0}}{L_{0}}}}
Relativno produženje ε (dužinska ili uzdužna deformacija) štapa ili šipke je produženje s obzirom na početnu dužinu . Početno je naprezanje linearno (deformacija je direktno srazmerna naprezanju). U području linearnog rastezanja (Hukov zakon) materijal je elastičan i nakon prestanka delovanja sile, odnosno naprezanja, on se vraća u početno stanje. Jangov modul elastičnosti je odnos naprezanja i relativnog produženja (u području elastičnosti).
Tehnička granica elastičnosti je naprezanje pri kojem osetljivi instrumenti za merenje osete prvo primetno trajno produženje materijala (pri još nepromenjenom preseku Ao). Nakon te granice (obično na kraju linearnog rastezanja) materijal se rasteže plastično i nakon prestanka delovanja sile ne vraća se više na početnu dužinu , već ostaje određeno trajno produženje, uz suženje preseka, A < A0).

## Konačna elastičnost
Elastično ponašanje objekata koji podležu konačnim deformacijama opisano je pomoću niza modela, kao što su Košijevi modeli elastičnih materijala, modeli hipoelastičnih materijala i modeli hiperelastičnih materijala. Gradijent deformacije (F) je primarna mera deformacije koja se koristi u teoriji konačnih naprezanja.

### Košijevi elastični materijali
Za materijal se kaže da je Koši-elastičan ako je Košijev tenzor naprezanja σ funkcija samo gradijenta deformacije F:
{\displaystyle \ {\boldsymbol {\sigma }}={\mathcal {G}}({\boldsymbol {F}})}
Generalno je pogrešno da se tvrdi da je Košijev stres funkcija samo tenzora naprezanja, jer takvom modelu nedostaju ključne informacije o rotaciji materijala potrebne za formulisanje ispravnih rezultata za anizotropni medijum podvrgnut vertikalnom izduženju u odnosu na isto izduživanje primenjeno horizontalno i zatim podvrgnuto rotaciji za 90 stepeni; obe ove deformacije imaju iste tenzore prostornog naprezanja, ali moraju proizvesti različite vrednosti Košijevog tenzora naprezanja.
Iako napon u Košijevom elastičnom materijalu zavisi samo od stanja deformacije, rad koji vrše naprezanja može zavisiti od putanje deformacije. Stoga, Košijeva elastičnost obuhvata nekonzervativne „nehiperelastične” modele (u kojima rad deformacije zavisi od putanje) kao i konzervativne modele „hiperelastičnog materijala” (za koje se napon može izvesti iz skalarne funkcije „elastičnog potencijala”).

### Hipoelastični materijali
Hipoelastični materijali mogu se strogo definisati kao oni koji se modeluju upotrebom konstitutivne jednačine koja zadovoljava sledeća dva kriterijuma:
1. Košijev stres {\displaystyle {\boldsymbol {\sigma }}} u vremenu {\displaystyle t} zavisi samo od redosleda u kome je telo zauzelo svoje prethodne konfiguracije, ali ne i vremenske stope kojom su te prethodne konfiguracije menjane. Kao poseban slučaj, ovaj kriterijum uključuje Košijev elastični materijal, za koji trenutni napon zavisi samo od trenutne konfiguracije, a ne od istorije prošlih konfiguracija.
2. Postoji tenzorska funkcija {\displaystyle G} takva da je
{\displaystyle {\dot {\boldsymbol {\sigma }}}=G({\boldsymbol {\sigma }},{\boldsymbol {L}})\,,}
u kojoj je {\displaystyle {\dot {\boldsymbol {\sigma }}}} stopa materijala Košijevog tenzora naprezanja, i {\displaystyle {\boldsymbol {L}}} je prostorni gradijent brzine tenzora.
Ako bi se za definisanje hipoelastičnosti koristila samo ova dva originalna kriterijuma, tada bi hiperelastičnost bila uključena kao poseban slučaj, iz kog razloga se dodaje treći kriterijum koji specifično zahteva da hipoelastični model ne bude hiperelastičan (tj. da hipoelastičnost podrazumeva da se stres ne može izvesti iz energetskog potencijala). Ako se usvoji ovaj treći kriterijum, sledi da hipoelastični materijal može prihvatiti nekonzervativne adijabatske puteve opterećenja koji počinju i završavaju istim gradijentom deformacije, ali ne započinju i završavaju se istom unutarnjom energijom.
Potrebno je imati na umu da drugi kriterijum zahteva samo postojanje funkcije {\displaystyle G}. Kao što je detaljno prikazano u glavnom članku o hipoelastičnom materijalu, specifične formulacije hipoelastičnih modela obično koriste takozvane objektivne stope tako da funkcija {\displaystyle G} postoji samo implicitno i obično je potrebna izričito samo za numeričke ispravke napona koje se izvode direktnom integracijom stvarne (ne objektivne) stope stresa.

### Hiperelastični materijali
Hiperelastični materijali (takođe zvani Grinovi elastični materijali) su konzervativni modeli koji su izvedeni iz funkcija gustine energije deformacije (W). Model je hiperelastičan ako i samo ako je moguće izraziti Košijev tenzor naprezanja kao funkciju gradijenta deformacije odnosom oblika
{\displaystyle {\boldsymbol {\sigma }}={\cfrac {1}{J}}~{\cfrac {\partial W}{\partial {\boldsymbol {F}}}}{\boldsymbol {F}}^{T}\quad {\text{gde je}}\quad J:=\det {\boldsymbol {F}}\,.}
Ova formulacija uzima energetski potencijal (W) kao funkciju gradijenta deformacije ({\displaystyle {\boldsymbol {F}}}). Takođe zahtevanjem zadovoljavanja materijalne objektivnosti, energetski potencijal se alternativno može smatrati funkcijom Koši-Grin deformacionog tenzora ({\displaystyle {\boldsymbol {C}}:={\boldsymbol {F}}^{T}{\boldsymbol {F}}}), u tom slučaju hiperelastični model može biti napisan alternativno kao
{\displaystyle {\boldsymbol {\sigma }}={\cfrac {2}{J}}~{\boldsymbol {F}}{\cfrac {\partial W}{\partial {\boldsymbol {C}}}}{\boldsymbol {F}}^{T}\quad {\text{gde je}}\quad J:=\det {\boldsymbol {F}}\,.}